# أنديرس بيترسن
أنديرس بيترسن (بالدنماركية: Anders Petersen)‏ هو مؤرخ دنماركي، ولد في 22 ديسمبر 1827 في Bjæverskov ‏ في الدنمارك، وتوفي في 13 أغسطس 1914 في كوبنهاغن في الدنمارك.